# Jyrki Heliskoski
Jyrki (”Jyrä”) Heliskoski, född 28 september 1945, död 28 december 2020, var en finländsk fotbollstränare. Han var förbundskapten för det finska fotbollslandslaget från juli 2005 till januari 2006.
Efter sin tid som förbundskapten fortsatte Heliskoski som assisterande tränare för landslaget under både Roy Hodgson (2006–2007) och Stuart Baxter (2008–2010).
Jyrki Heliskoski har även varit förbundskapten för det finska U-19 landslaget.
Under sin tid som klubblagstränare vann Heliskoski finska ligan tre gånger med HJK Helsingfors under perioden 1985–1989. Han tränade även klubben under 2000–2001.